# Хозяїнов Арсеній Іванович
Арсеній Іванович Хозяїнов (вересень 1906, селище Щербинівка, тепер місто Торецьк Донецької області — 21 вересня 1978, місто Київ) — український радянський державний діяч, голова правління Української ради промислової кооперації, уповноважений Міністерства зовнішньої торгівлі СРСР при Раді міністрів Української РСР.

## Життєпис
Народився у вересні 1906 року в родині шахтаря. Трудову діяльність розпочав у 1917 році вагонщиком шахти «Центральна» на Донбасі.
У 1924 році обраний секретарем комсомольської організації Артемівського рудника, а потім секретарем районного комітету ЛКСМУ.
Член РКП(б) з 1925 року.
У 1936 році закінчив Харківський електротехнічний інститут.
У 1936—1940 роках — головний інженер експериментального виробництва Харківського електротехнічного інституту.
У 1940—1941 роках — партійний організатор ЦК ВКП(б) на Харківській гідроелектростанції № 3.
Потім — в апараті ЦК КП(б)У.
З червня до серпня 1947 року — заступник завідувача організаційно-інструкторського відділу ЦК КП(б)У.
У 1947—1951 роках — інспектор ЦК КП(б)У.
У серпні 1951 — травні 1953 року — голова правління Української ради промислової кооперації (Укрпромради).
У 1953—1972 роках — уповноважений Міністерства зовнішньої торгівлі СРСР при Раді міністрів Української РСР.
З 1972 року — персональний пенсіонер.
Помер 21 вересня 1978 року після важкої і тривалої хвороби в Києві.

## Нагороди та відзнаки
- орден «Знак Пошани» (23.01.1948)
- медалі
- Почесна грамота Президії Верховної Ради Української РСР (22.09.1966)